# 学研奈良登美ヶ丘駅
学研奈良登美ヶ丘駅（がっけんならとみがおかえき）は、奈良県奈良市中登美ヶ丘六丁目にある近畿日本鉄道（近鉄）けいはんな線の駅。駅番号はC30。

## 歴史

### 年表
- 2005年（平成17年）1月：駅名が「学研奈良登美ヶ丘」に決定される[4]。仮称は「登美ヶ丘」であった[4]。
- 2006年（平成18年）3月27日：けいはんな線の生駒駅から当駅までの延伸に伴い開業する[2][5]。
- 2007年（平成19年）4月1日：PiTaPaの供用を開始する[6]。

### 駅名の由来
「学研奈良登美ヶ丘」の「学研」は、関西文化学術研究都市の略称である。一方「登美ヶ丘」とは、駅南方一帯に広がる住宅地を指し、その名は古代・中世に見られた大和国添下郡北部の地名「鳥見」に由来し、鳥見は「登美」や「迹見」、「登弥」などとも書かれた。
「鳥見」の地名の由来については、『和名抄』に記される「鳥貝郷」（訓は「止利加比」〈トリカヒ〉）の誤写という説などがある。また、日本書紀には東征を進める彦火火出見（後の神武天皇）が戦っている際に、飛来した金鵄（とび）が、彦火火出見の弓矢にとまり光り輝いたことで、相手方の兵を皆幻惑したため、神武天皇方が勝利し、大和を平定したという伝説がある。そこでこの地が鵄邑（とびのむら）と呼ばれた。その後、鳥見郷、鳥見庄と変わり、「登美」となった。
駅名の由来となった登美ヶ丘は旧生駒郡平城村と旧生駒郡富雄町に跨り、住宅地開発は両町村が奈良市編入後の1960年から近鉄グループの近鉄不動産の手で開始された。駅周辺を除く北登美ヶ丘地区の宅地造成は、1980年代から行われている。

## 駅構造
島式ホーム1面2線を有する高架駅。駅は末端部ですぼみ、路線の延伸に備えている。改札・コンコースは1階、ホームは2階にあり、改札口はコンコースに面して南北両側に設けられている。トイレは改札内。ホーム上にはワンマン運転支援用のホームセンサーを備える。
駅事務室は南口寄りに位置し、北口改札外には奈良交通の案内所がある。
生駒駅管理の有人駅で、PiTaPa・ICOCA対応の自動改札機および自動精算機（回数券カードおよびICカードのチャージに対応）が設置されている。特急券・定期券は専用の自動券売機で購入可能。

### のりば
| のりば | 路線           | 行先                                               |
| ------ | -------------- | -------------------------------------------------- |
| 1・2   | C けいはんな線 | 生駒・長田・森ノ宮・本町・コスモスクエア・夢洲方面 |

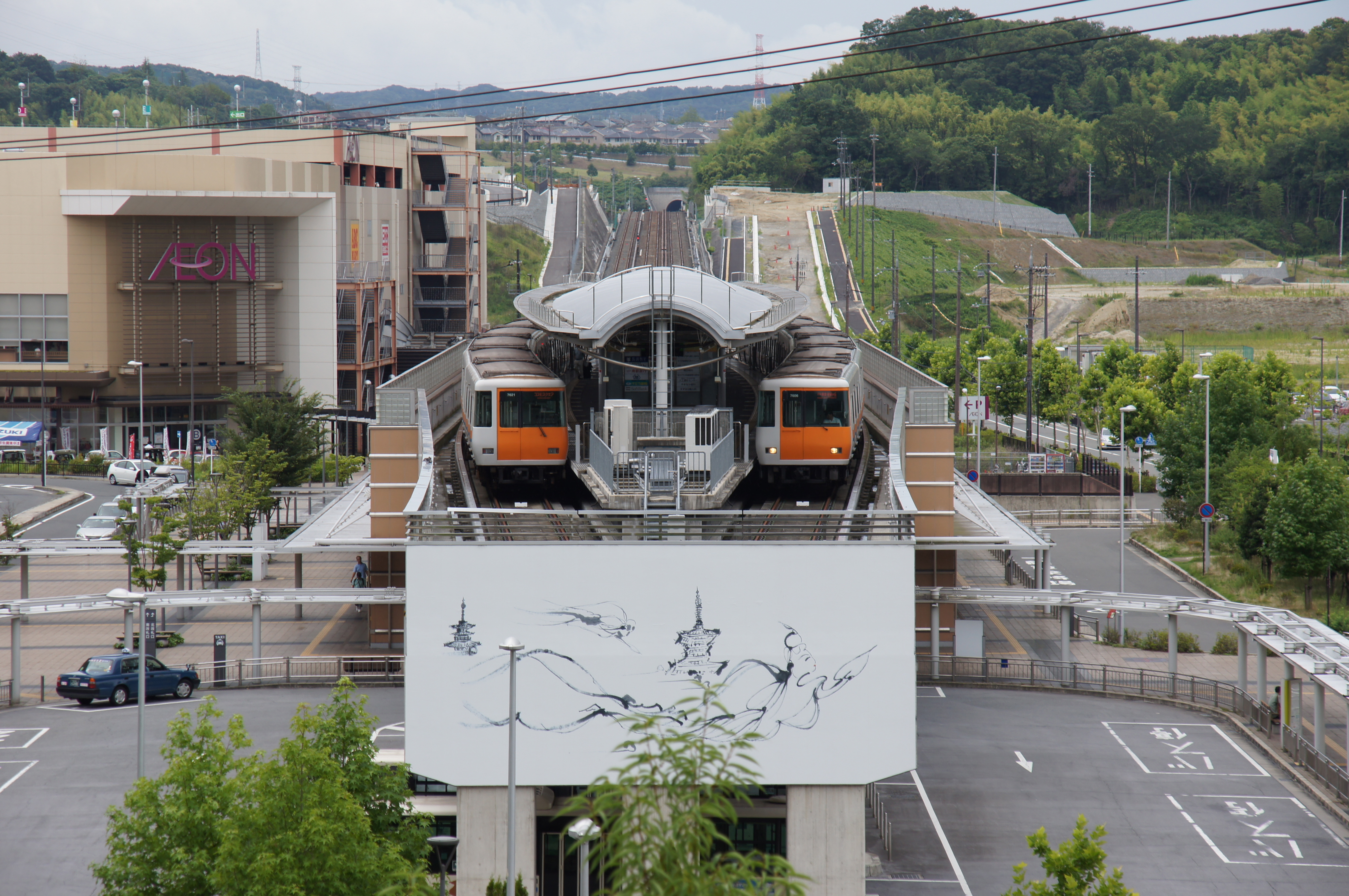
駅東方の階段より見る
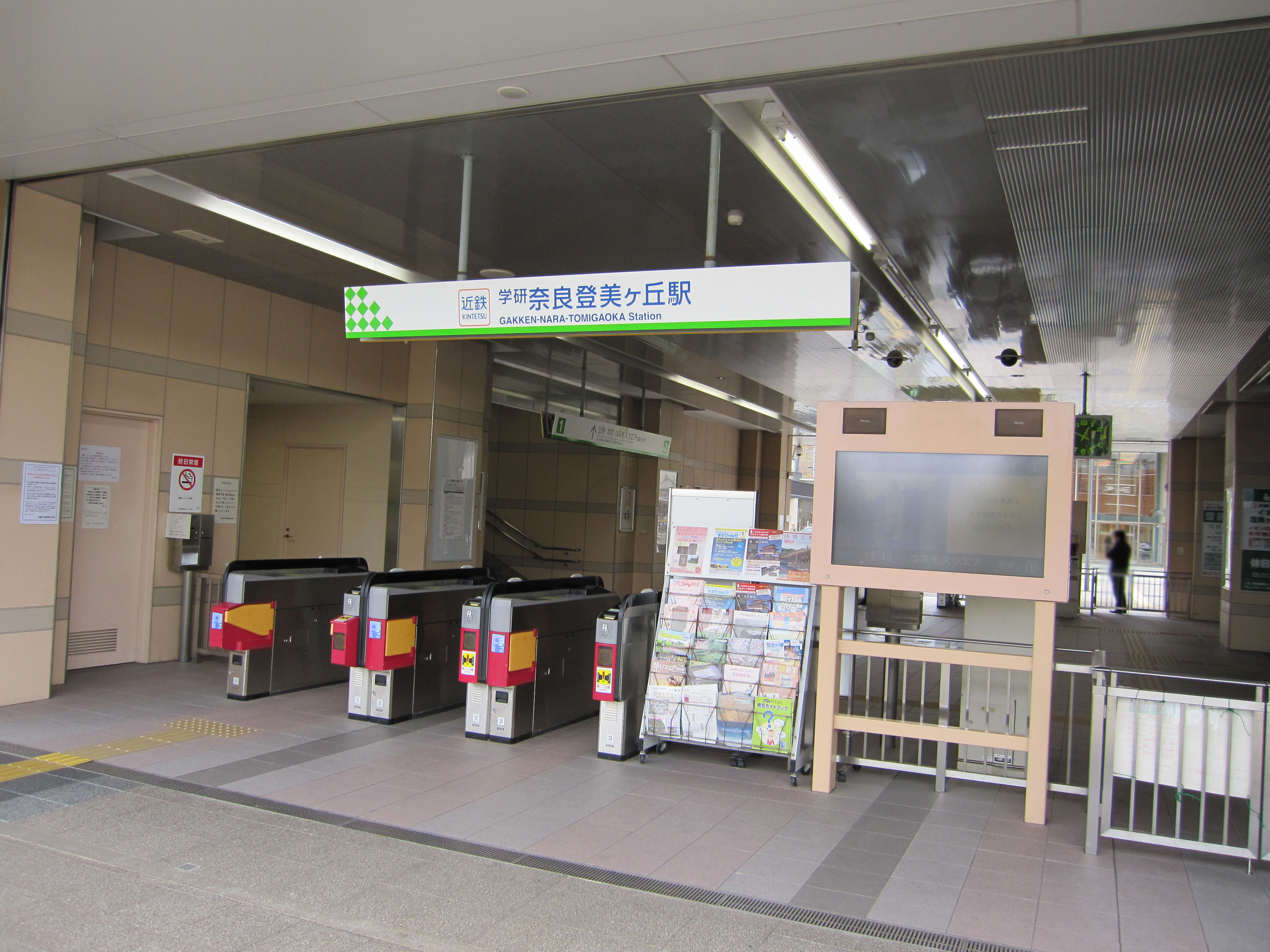
北口改札
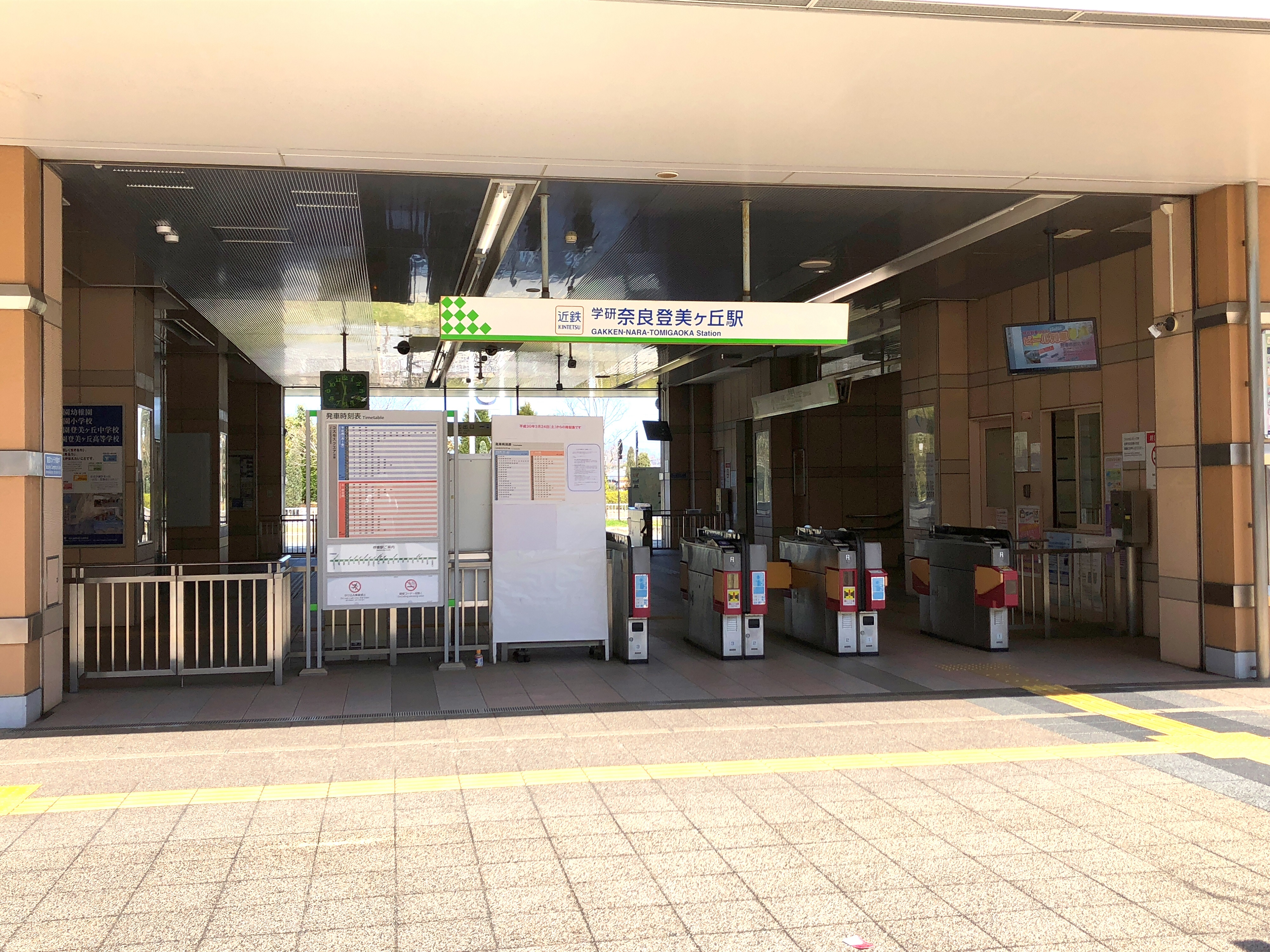
南口改札
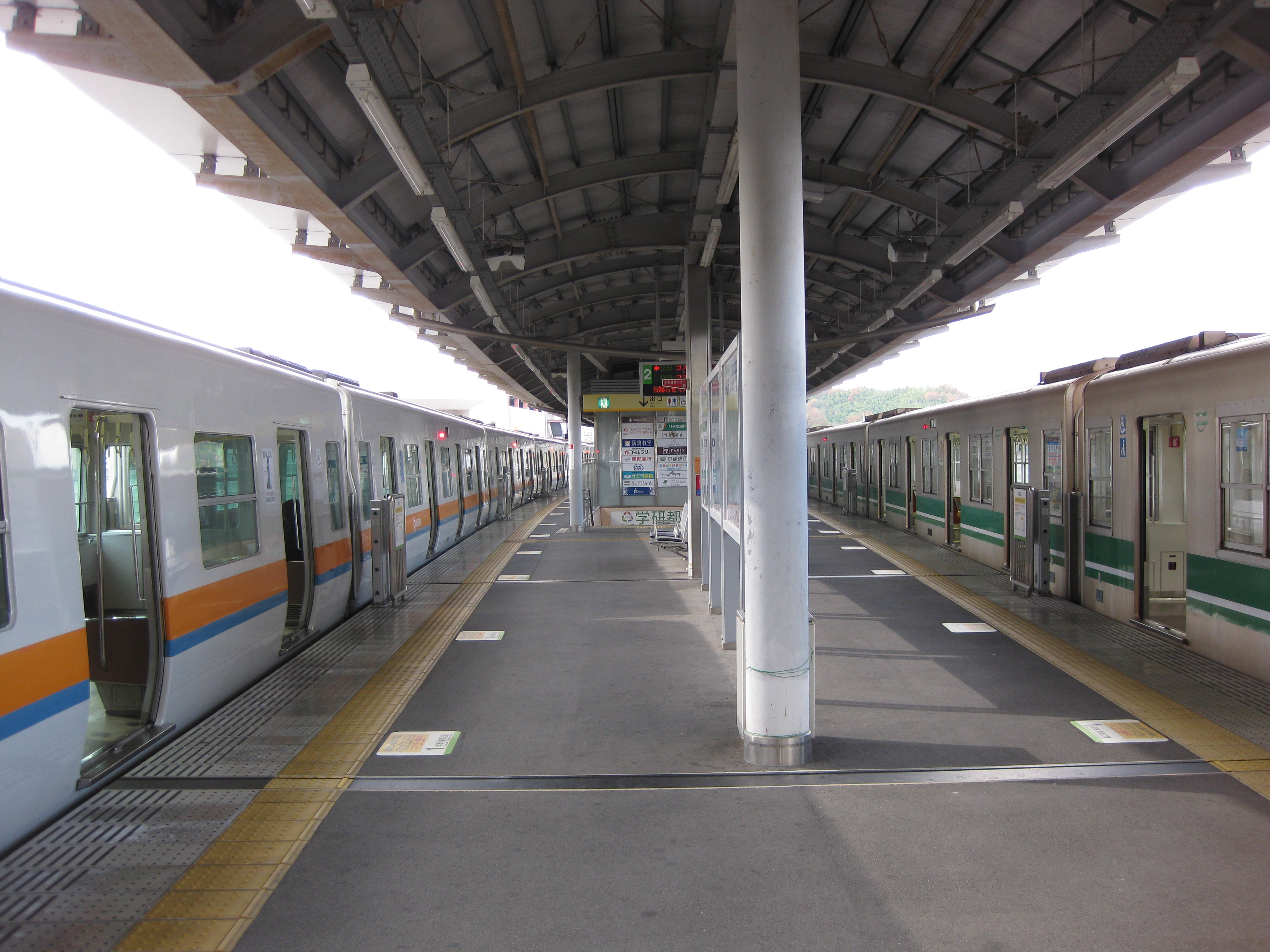
プラットホーム

## 利用状況
当駅開業後の1日あたりの乗降・乗車人員は下記の通り。
| 年度               | 特定日   | 特定日   | 1日平均 乗車人員 | 出典      |
| 年度               | 調査日   | 乗降人員 | 1日平均 乗車人員 | 出典      |
| ------------------ | -------- | -------- | ---------------- | --------- |
| 2006年（平成18年） | -        | -        | 4,214            | [ 県 2 ]  |
| 2007年（平成19年） | -        | -        | 5,326            | [ 県 3 ]  |
| 2008年（平成20年） | -        | -        | 5,951            | [ 県 4 ]  |
| 2009年（平成21年） | -        | -        | 6,110            | [ 県 5 ]  |
| 2010年（平成22年） | 11月09日 | 11,518   | 6,166            | [ 県 6 ]  |
| 2011年（平成23年） | -        | -        | 6,243            | [ 県 7 ]  |
| 2012年（平成24年） | 11月13日 | 11,967   | 6,351            | [ 県 8 ]  |
| 2013年（平成25年） | -        | -        | 6,722            | [ 県 9 ]  |
| 2014年（平成26年） | -        | -        | 6,766            | [ 県 10 ] |
| 2015年（平成27年） | 11月10日 | 13,706   | 7,132            |           |
| 2016年（平成28年） | -        | -        | 7,292            |           |
| 2017年（平成29年） | -        | -        | 7,443            |           |
| 2018年（平成30年） | 11月13日 | 14,165   | 7,519            | [ * 3 ]   |
| 2019年（令和元年） | -        | -        | 7,503            | [ * 4 ]   |
| 2020年（令和02年） | -        | -        | 5,929            | [ * 5 ]   |
| 2021年（令和03年） | 11月09日 | 12,410   | 6,454            | [ * 6 ]   |
| 2022年（令和04年） | 11月08日 | 13,330   | 7,156            | [ * 7 ]   |
| 2023年（令和05年） | 11月07日 | 13,653   | 7,398            | [ * 1 ]   |
| 2024年（令和06年） | 11月12日 | 13,620   |                  |           |

## 駅周辺
当駅は生駒市と奈良市とにまたがっているうえ、北東には京都府相楽郡精華町との府県境も迫っている。
けいはんなプラザや国立国会図書館関西館など、関西文化学術研究都市の中核施設へはやや距離があり、バスを利用する必要がある。

### 北口
- 国道163号
- 鹿ノ台
  - 鹿ノ台ふれあいホール・図書室
- 光台（精華町）
- 登美ヶ丘リハビリテーション病院[13]
- K-TERRACE学研登美ヶ丘（南棟・北棟）[14]
- 登美ヶ丘第2パーキング
- 登美ヶ丘駅前駐車場
- タイムズイオンモール奈良登美ヶ丘第2[15]

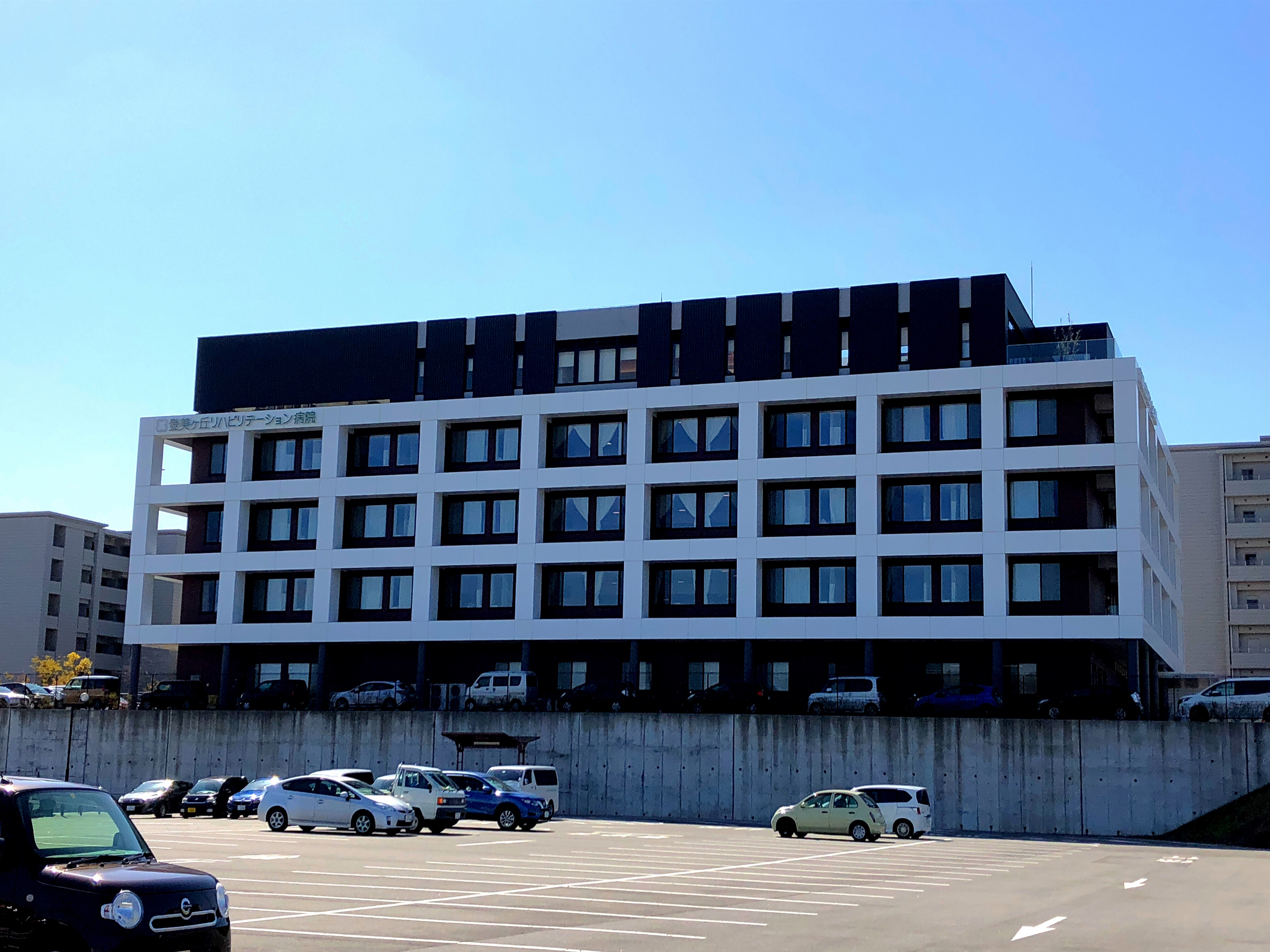
登美ヶ丘リハビリテーション病院
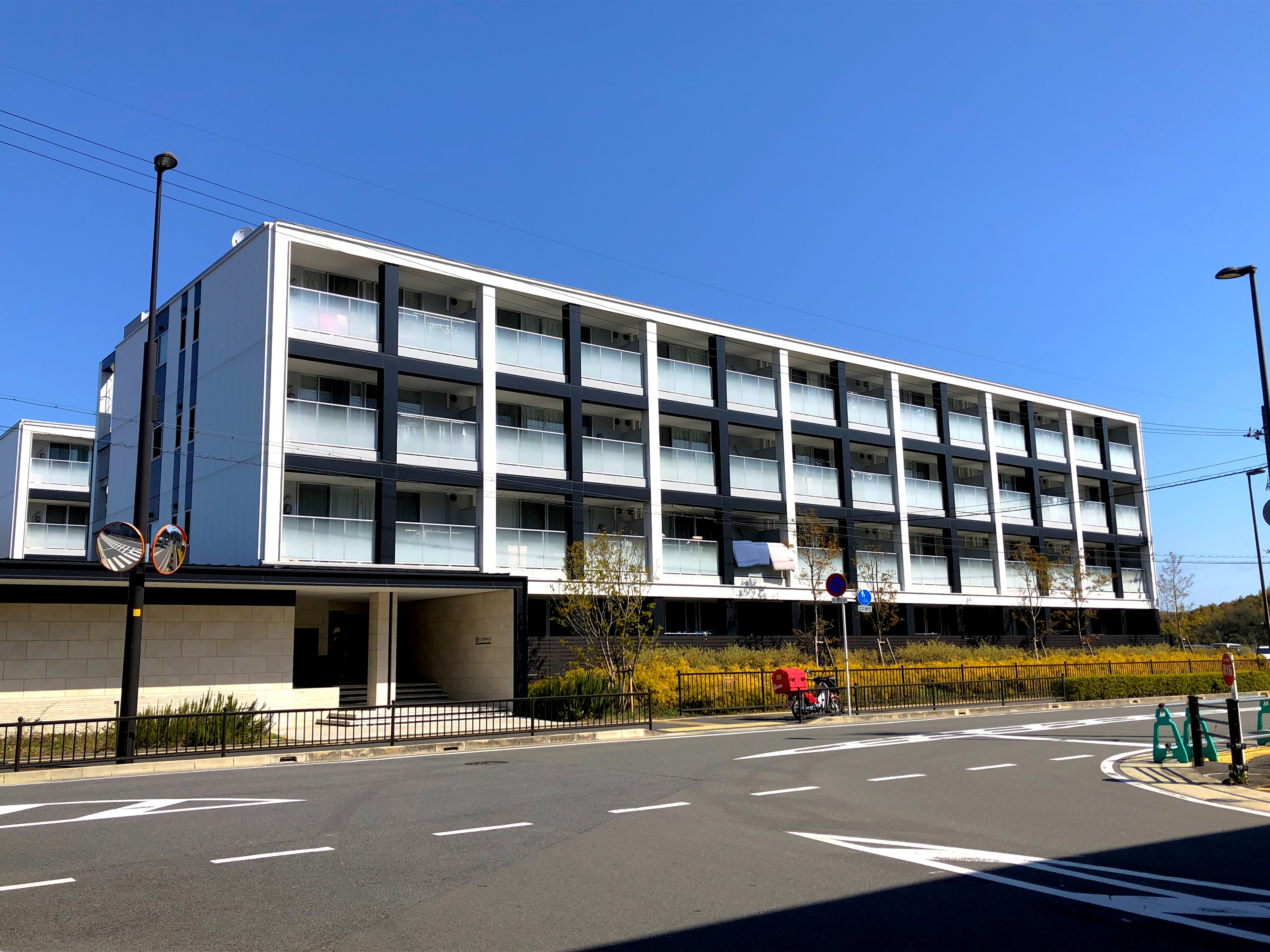
K-TERRACE学研登美ヶ丘（画像は南棟）

### 南口
駅バスロータリーから北登美ヶ丘住宅地に抜ける長く大きな階段がある。この階段は当駅設置のため立ち退いたゴルフ練習場と北登美ヶ丘住宅地を結んでいた里道であったが、駅設置に合わせて歩道として改修された。

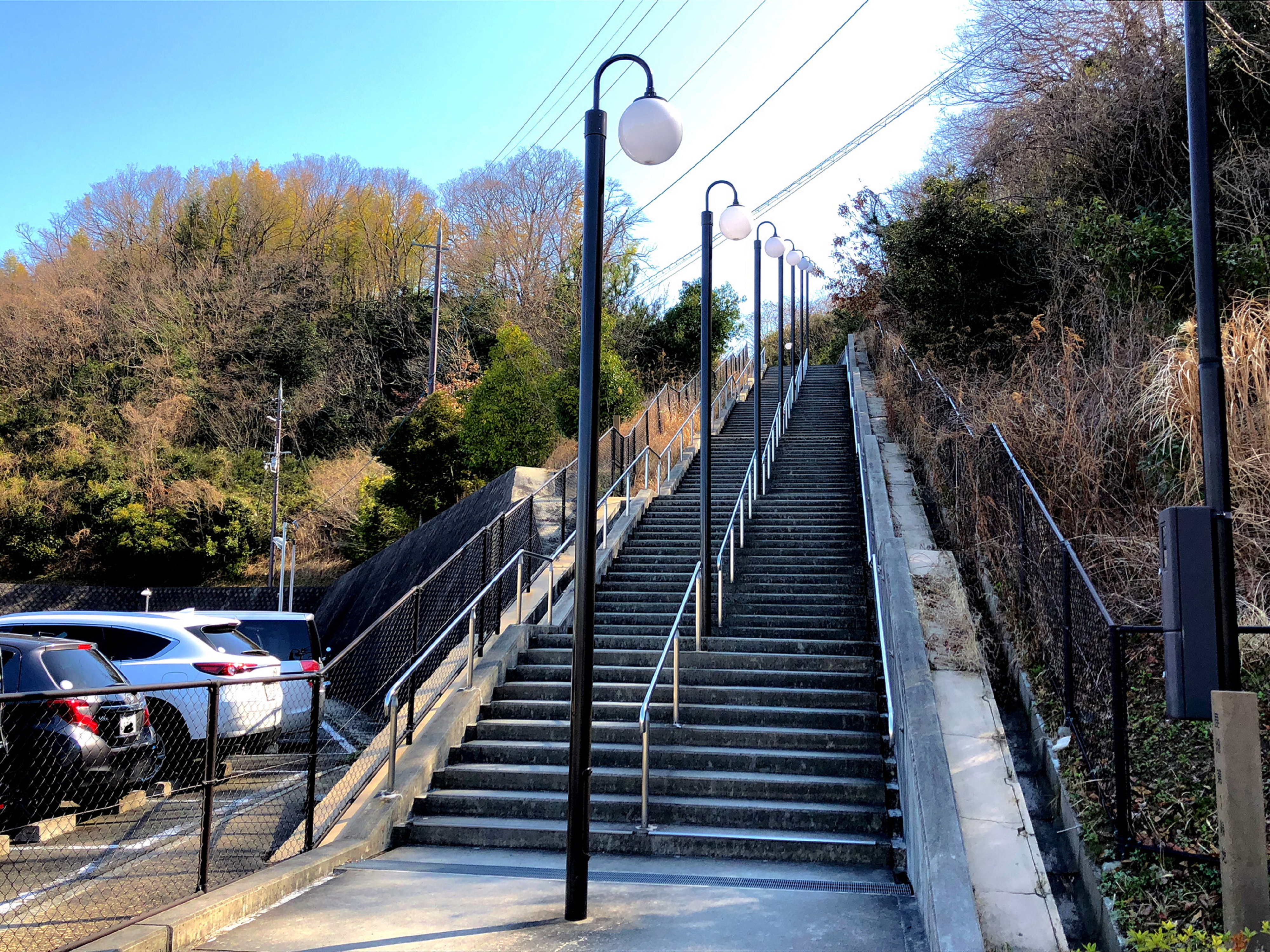
北登美ヶ丘住宅地へ結ぶ歩道の最初の地点。
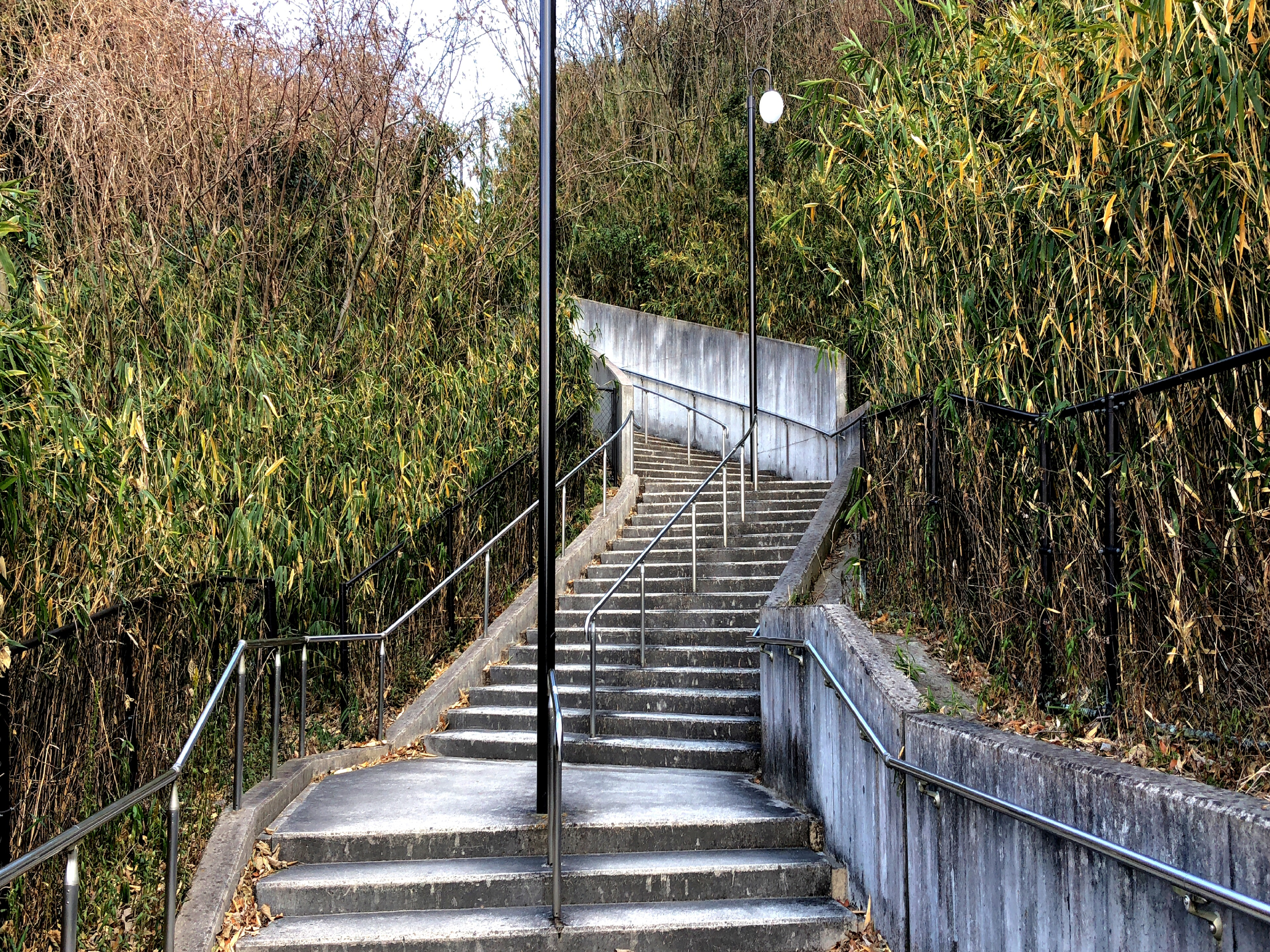
登美ヶ丘住宅地に繋がる歩道の中間地点
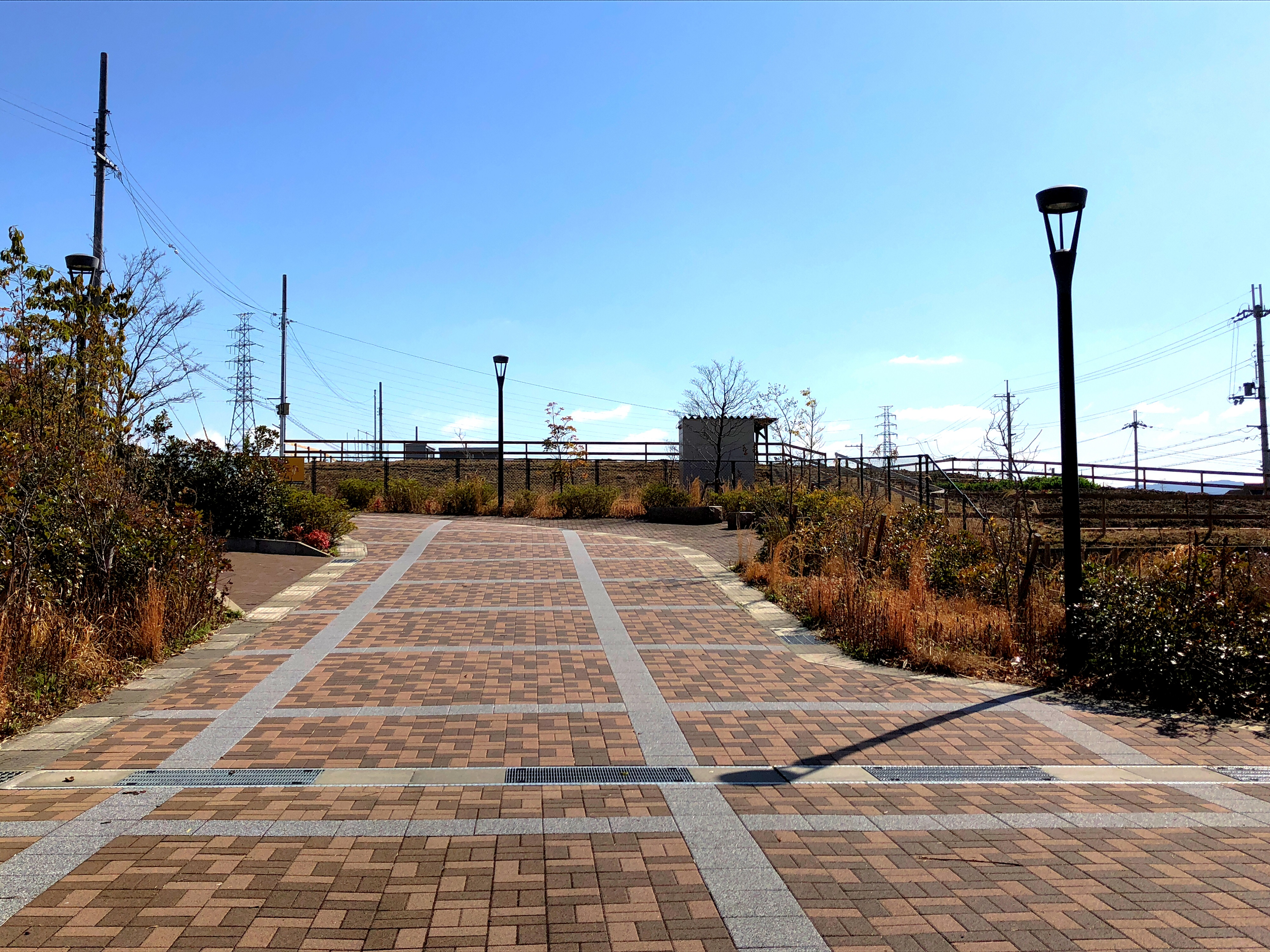
歩道の最終地点。このまま北登美ヶ丘住宅地に行くことができる。

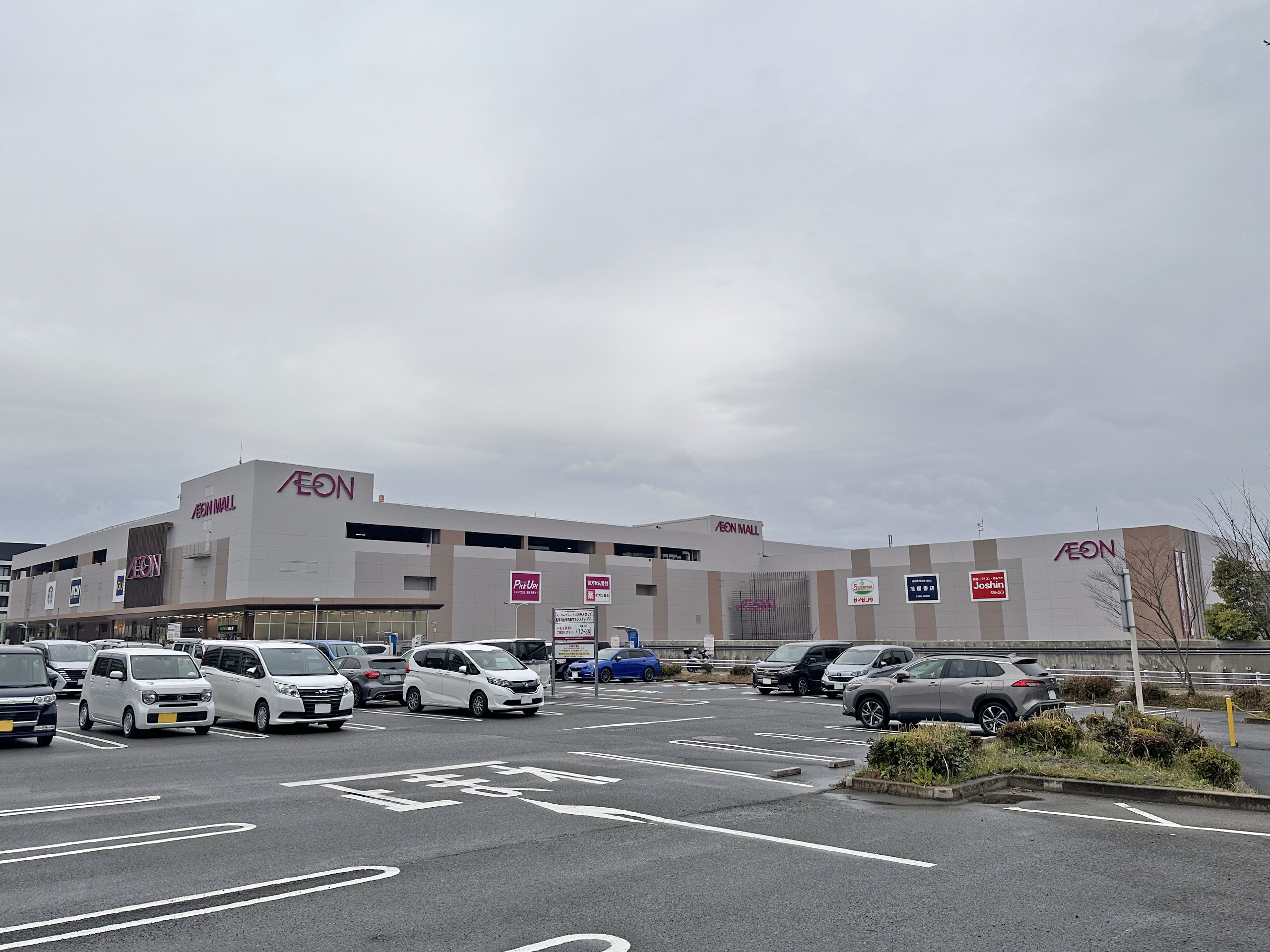
イオンモール奈良登美ヶ丘[16]。
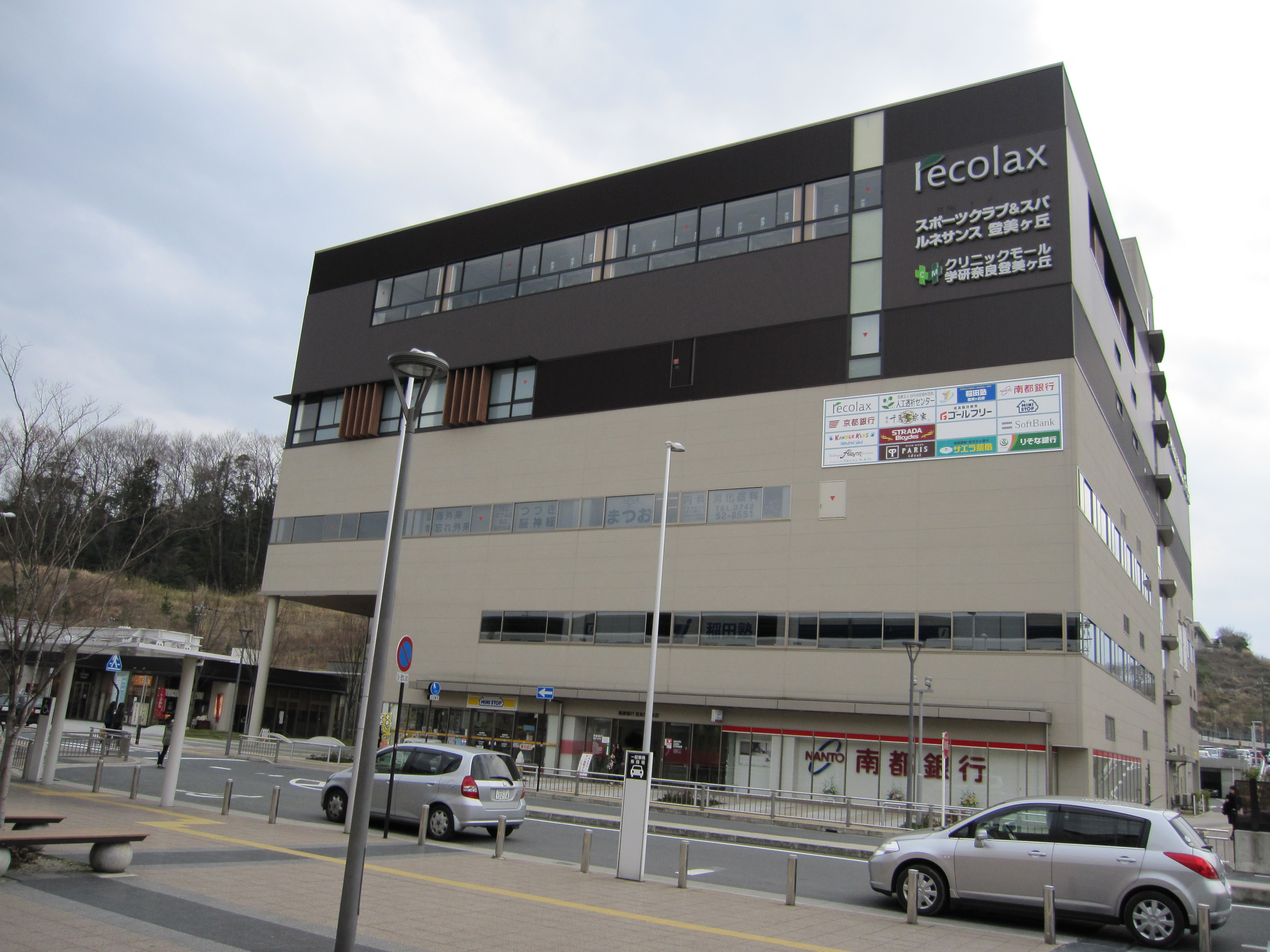
リコラス登美ヶ丘[2]。
  - スポーツクラブ、スパ、クリニック、コンビニ、南都銀行など多様な店舗が入居している。
- スギ薬局 登美ケ丘店
- イエローハット 学園前店
- 奈良市立登美ヶ丘北中学校
- 奈良県立国際高等学校
- 奈良学園幼稚園
- 奈良学園小学校
- 奈良学園登美ヶ丘中学校・高等学校
- 奈良学園大学
- 中登美ヶ丘近隣公園

- イオンモール奈良登美ヶ丘
- リコラス登美ヶ丘

### バス路線
| 1  | 奈良交通 | 56・59：祝園駅                                      | |
| 2  | 奈良交通 | - 77：高の原駅 - 78：高の原駅・高山サイエンスタウン | |
| 3  | 奈良交通 | - 109・110：学園前駅 - 112：学園前駅                | 109系統は急行。 112系統は朝ラッシュ時以外のみの運行。                                                     |
| 4  | 奈良交通 | 112・113：鹿ノ台北二丁目                            | 平日朝に3本、途中無停車の同志社国際学院行がある。 113系統は急行だが、当停留所から先は急行運転は行わない。 |
| 11 | 奈良交通 | 102：鹿ノ台北二丁目                                 | |
| 12 | 奈良交通 | 102・103：学園前駅                                  | 103系統は急行。                                                                                           |

## 隣の駅
近畿日本鉄道
C けいはんな線
学研北生駒駅 (C29) - 学研奈良登美ヶ丘駅 (C30)
- 括弧内は駅ナンバリングを示す。なお、番号は直通するOsaka Metro中央線からの通し番号となっている。